# Экспедиция Арнольда

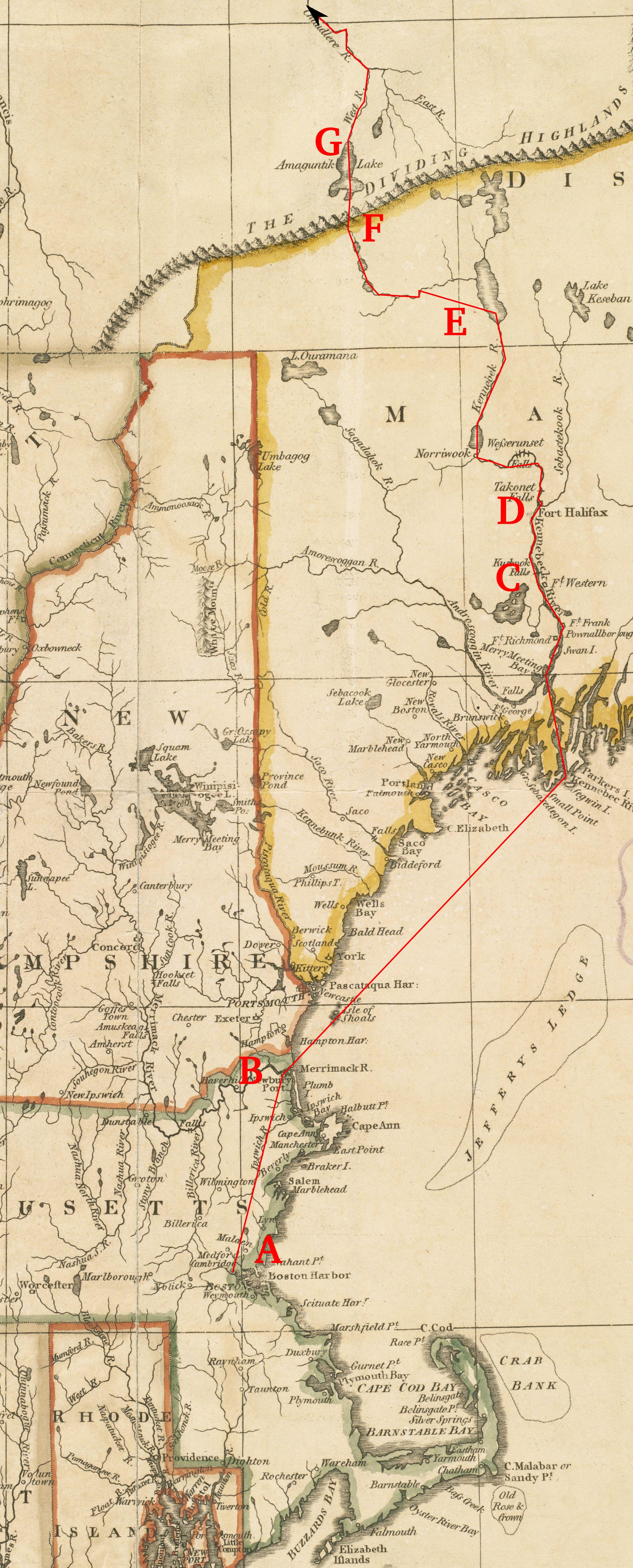
Карта 1795 года с нанесённым маршрутом экспедиции Арнольда. Буквами обозначены:
- A: Кембридж
- B: Ньюберипорт
- C: Форт-Вестерн
- D: Форт-Галифакс
- E: Большой Волок
- F: Высоты
- G: озеро Мегантик

Экспедиция Арнольда (англ. Benedict Arnold’s expedition to Quebec) или поход Бенедикта Арнольда на Квебек — одна из военных экспедиций американской Войны за независимость. В сентябре 1775 года полковник Бенедикт Арнольд повел отряд из 1100 солдат Континентальной армии из Кембриджа к городу Квебеку через необжитые земли на территории будущего штата Мэн. Экспедиция была одной из операций американского вторжения в Канаду, с целью получить контроль над пробританской провинцией Квебек. Другой отряд, которым командовал Ричард Монтгомери, двигался вдоль озера Шамплейн.
Нежданные трудности сопровождали отряд, как только он покинул последние форпосты в Мэне. Волоки на реке Кеннебек оказались изнурительными для личного состава, к тому же лодки давали течь, что приводило к порче пороха и съестных припасов. Более трети людей повернули назад прежде, чем достигли водораздела между реками Кеннебек и Шаудьер. Местность вокруг рек была заболочена и изрезана многочисленными озёрами и ручьями, их обход был затруднён из-за неточных карт и непогоды. Множество солдат не имело опыта проводки лодок через пороги, в связи с чем большое количество лодок и соответственно припасов было утеряно при спуске по быстроходной Шаудьер к реке Святого Лаврентия.
К ноябрю, когда Арнольд достиг поселений у реки Святого Лаврентия, его армия сократилась до 600 голодающих человек. Они преодолели около 350 миль (560 км), вдвое больше, чем планировалось, через плохо изученную пустошь. Силы Арнольда пересекли реку Святого Лаврентия 13 и 14 ноября при содействии местных франкоязычных канадцев и попытались осадить Квебек. Потерпев неудачу, они отошли к Пуэнт-окс-Тремблс, дождались прибытия Монтгомери, и снова атаковали город. За командование в операции Арнольд был повышен до бригадного генерала.
Путь Арнольда через северный Мэн был включён в Национальный реестр исторических мест США как «Тропа Арнольда в Квебек», и некоторые географические объекты в этом районе носят имена участников экспедиции.

## Предыстория
10 мая 1775 года, вскоре после начала войны за независимость, отряд Бенедикта Арнольда и Итан Аллен захватили форт Тикондерога на озере Шамплейн в Британской провинции Нью-Йорк. Аллен и Арнольд знали, что Квебек слабо защищен и во всей провинции насчитывается всего около 600 человек регулярных войск. Арнольд, который занимался бизнесом в провинции до войны, также имел сведения о том, что франкоязычные канадцы поддержат Континентальную армию.
Арнольд и Аллен утверждали на выступлении на Втором Континентальном конгрессе, что Квебек может и должен быть отвоеван у Британии, указывая, что англичане могут использовать Квебек как плацдарм для дальнейших операций на озере Шамплейн и в долине реки Гудзон. Конгресс не хотел вовлекать жителей Квебека в войну и отверг эти аргументы. В июле 1775 года на фоне опасений, что англичане могут использовать Квебек в качестве базы для военных действий в Нью-Йорке, они изменили свое мнение и разрешили вторжение в Квебек через озеро Шамплейн, поручив задачу генерал-майору Филипу Скайлеру из Нью-Йорка.

### Планирование

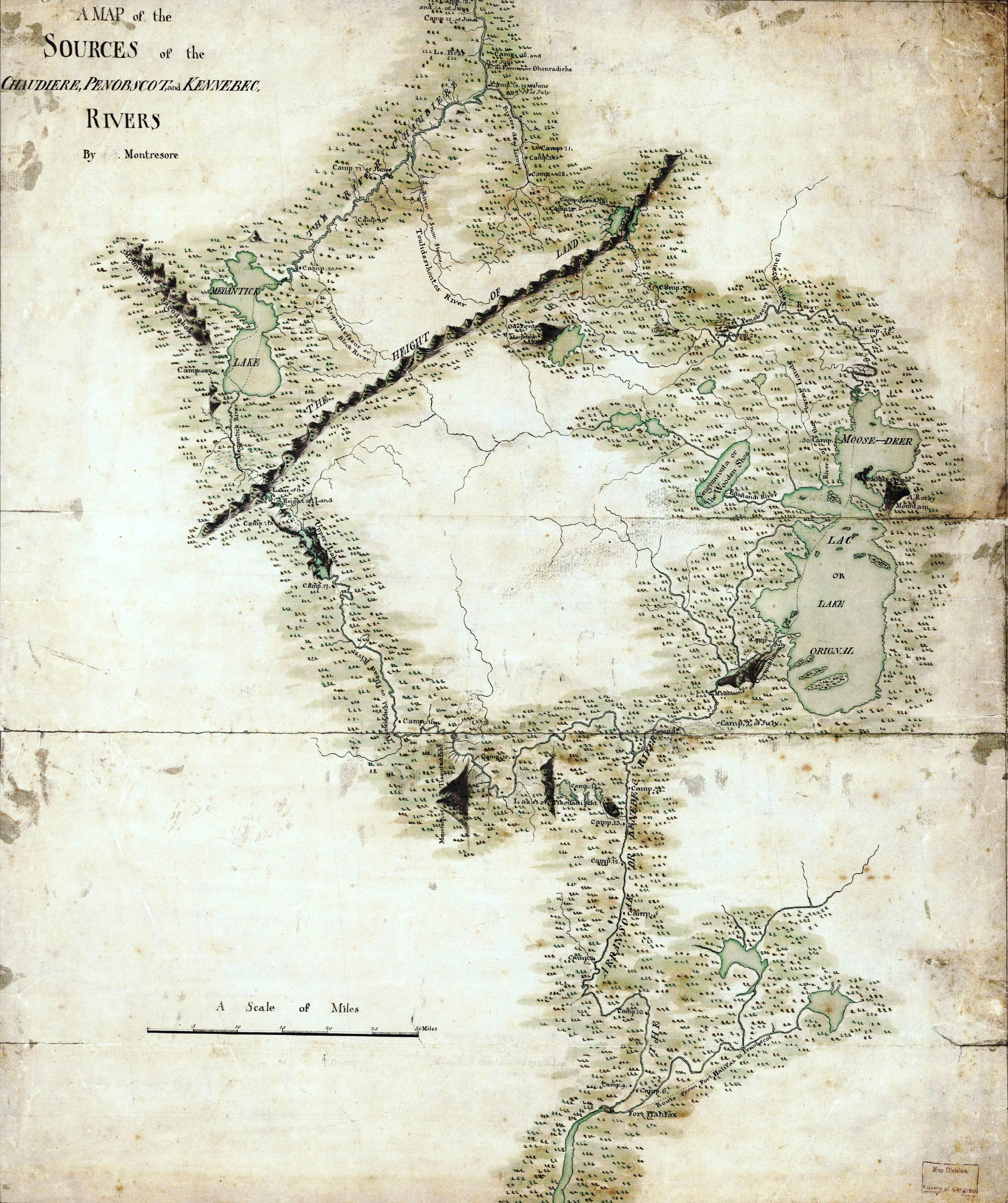
Карта 1760 года британского инженера Джона Монтрезора которую использовал Арнольд

Арнольд, который надеялся возглавить вторжение, решил задействовать другой путь в Квебек. В начале августа 1775 года он отправился в Кембридж, штат Массачусетс, и предложил Джорджу Вашингтону, главнокомандующему Континентальной армией, идею второго удара по Квебеку, с востока. Вашингтон одобрил идею в принципе, но 20 августа написал генералу Скайлеру, чтобы обеспечить его поддержку усилий, поскольку двум силам необходимо будет координировать свои усилия.
План Арнольда предполагал, что экспедиция отправится из Ньюберипорт вдоль побережья, а затем вверх по реке Кеннебек до Форт-Вестерн (теперь Огаста). Далее войска пересядут на мелководные речные суда под названием bateaux, чтобы продолжить путешествие по реке Кеннебек, пересекут водораздел к озеру Мегатник и спустятся по реке Шаудьер в Квебек. Арнольд должен был покрыть 180 миль (290 км) от Форт-Вестерн до Квебека за 20 дней, несмотря на то, что о маршруте было мало что известно. Арнольд приобрел карту (копия на фото справа) и журнал, сделанный британским военным инженером Джоном Монтрезором в 1760 и 1761 годах, но описания Монтрезора были не очень подробными, и Арнольд не мог знать, что на карте были некоторые неточности или что некоторые детали были намеренно удалены или затушеваны.
Вашингтон представил Арнольда Рубену Колберну, строителю лодок из Гардинерстауна, штат Мэн, который был в то время в Кембридже. Колберн предложил свои услуги, и Арнольд запросил подробную информацию о маршруте, включая потенциальные угрозы со стороны британского морского флота, отношения местных индейцев, возможности снабжения и сколько времени займет постройка судов (bateaux), достаточно вместительных для экспедиции. Колберн отправился в Мэн в 21 августа, чтобы выполнить эти запросы. Колберн попросил Самуэля Гудвина, местного геодезиста в Гардинерстауне, предоставить карты Арнольду. Гудвин, будучи лоялистом, предоставил карты, в которых были неточности в маршрутах, расстояниях и других важных деталях.
2 сентября Вашингтон получил письмо от генерала Скайлера в ответ на его сообщение от 20 августа. Скайлер согласился с предложенным планом, и Вашингтон с Арнольдом немедленно начали собирать войска и размещать заказы на поставки.

### Подбор и подготовка к отъезду
Поскольку в июне в Бостоне не было прямых столкновений после сражения при Банкер-Хилле, многие подразделения, размещенные в военных лагерях при осаде города, скучали по активным боевым действиям. Арнольд выбрал команду из 750 заинтересованных в предлагаемой экспедиции человек. Большинство из них были разделены на два батальона: один под командованием подполковника Роджера Эноса, а другой возглавил подполковник Кристофер Грин. Остальные были помещены в третий батальон под командованием Даниэля Моргана, который включал в себя три роты: 250 человек Континентальных стрелков из Виргинии и Пенсильванский стрелковый полк. Эти жители фронтира из Виргинии и Пенсильвании лучше подходят для действий в глуши, чем для осады, и вызывали проблемы с момента прибытия к Бостону. Все силы насчитывали около 1100 человек. Среди добровольцев были и другие, получившие известность во время и после войны, такие как Аарон Бёрр, Return J. Meigs, Генри Дирборн и Джон Джозеф Генри.
Вашингтона и Арнольда беспокоил вопрос: поддержат ли индейцы данную военную инициативу, или же окажут сопротивление, а также как отреагируют канадцы, когда силы Арнольда выйдут к реке Святого Лаврентия. 30 августа Вашингтон написал генералу Скайлеру о переговорах с вождем племени Абенаки: «[вождь] говорит, что индейцы Канады в целом, а также французы, в значительной степени на нашей стороне, и определённо не станут действовать против нас». Четыре члена племени Абенаки сопровождали экспедицию в роли разведчиков и проводников.

## От Кембриджа к форту Вестерн

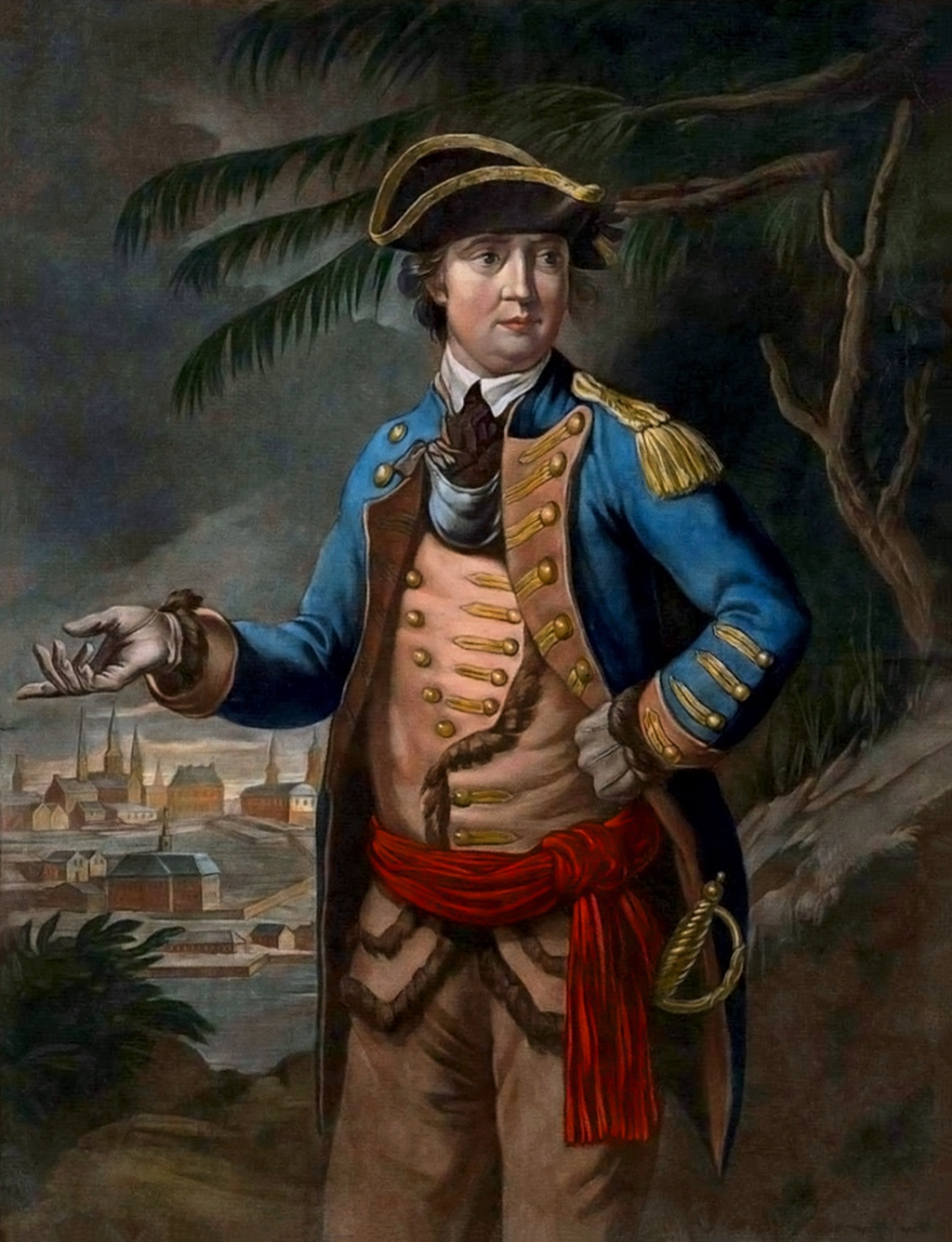
Бенедикт Арнольд, меццо-тинто от Томаса Харта, 1776 год

2 сентября, как только стало известно о согласии генерала Скайлера с экспедицией, Арнольд написал письмо к Натаниэлю Трейси, знакомому купцу в Ньюберипорте. Он попросил Трейси заказать достаточно кораблей для доставки экспедиции в Мэн, не обращая внимания на корабли Королевского флота, патрулирующие этот район. Морское путешествие рассматривалось Арнольдом и Вашингтоном как самая опасная часть экспедиции, потому что в то время британское патрулирование было очень эффективным, вмешиваясь в колониальное судоходство.
Экспедиция началась 11 сентября, отправившись из Кембриджа в Ньюберипорт. Первые отряды были составлены в основном из местных, которым Арнольд предоставил увольнительные, чтобы они смогли повидаться с родными до того, как экспедиция покинула Ньюберипорт. Последние войска вышли 13 сентября; Арнольд прибыл из Кембриджа в Ньюберипорт 15 сентября, после окончательных закупок припасов.
Встречный ветер и туман задержали отъезд экспедиции из Ньюберипорта до 19 сентября. Через двенадцать часов они достигли устья реки Кеннебек. Следующие два дня ушли на преодоление островных каналов у устья и подъём вверх по реке. Прибыв в Гардинерстоун 22-го числа, они провели следующие несколько дней в доме Рубена Колберна, собирая припасы и обустраивая лодки для дальнейшей экспедиции. Арнольд осмотрел спешно сконструированные лодки Колберна, и предчувствуя неприятности, обозначил их «очень плохо сконструированными» и «меньше предписанных размеров». Колберн и его команда за следующие три дня построили дополнительные лодки.
Движения Арнольда не ускользнули от британского уведомления. Генерал Томас Гейдж в Бостоне знал, что войска Арнольда «уехали в Канаду через Ньюберипорт», но он посчитал что их цель — Новая Шотландия, которая в то время была практически незащищенной. Фрэнсис Легге, губернатор Новой Шотландии объявил военное положение, а в 17-го октября послал сообщение в Англию об действиях американцев, на основе слухов, которые оказались ложными. Адмирал Сэмюэл Грейвз в конце концов получил информацию о деятельности Арнольда, сообщив 18 октября, что американские войска «поднялись по реке Кеннебек» и, как полагают, продвигаются к Квебеку".

## Разведка
По прибытии войск, Арнольд отправил некоторых людей на уже построенных бато на 10 миль по реке Кеннебек до Форт-Вестерн, а остальных пешком по дороге, ведущей в Форт-Галифакс, 45 миль вверх по Кеннебеку. В ожидании завершения бато Арнольд получил донесения от разведчиков, которых Колберн отправил на разведку предполагаемого маршрута. В их сообщениях входили слухи о большой силе могавков вблизи самых южных французских поселений на реке Шаудьер. Источником этих слухов был Натанис, индейский Норриджуок, который, как считается, шпионил на губернатора Квебека, генерала Гая Карлтона; Арнольд не придал отчётам особого внимания.
Арнольд и большая часть сил до 23 сентября добрались до Форт-Вестерн. На следующий день Арнольд отправил две небольшие партии вверх по Кеннебеку. Одному, под командованием лейтенанта Арчибальда Стила из Пенсильвании, было приказано собрать разведданные по маршруту до озера Мегант. Второй, под командованием лейтенанта Черча, осматривал маршрут до Мертвой реки, в месте, известном местным индейцам, как Большая Переправа, так что Арнольд мог лучше оценить, сколько дней займет прохождение всей колонны.

## Ранние трудности
Экспедиция вышла из Форт-Вестерн в полном составе 25 сентября. Стрелки Моргана встали в голове колонны, освещая путь, когда это было необходимо. Колберн и команда разместились в хвосте, чиня лодки по мере необходимости. Группа Моргана путешествовала налегке, прокладывая путь, в то время как последняя группа под командованием подполковника Эноса несла основную часть груза. На второй день экспедиция достигла своей первой цели, Форт-Галифакс, заброшенного форпоста Франко-Индейской войны. Часть людей и припасов двигалась по суше, так как от Форт-Вестерн до Галифакса был трудный путь, полный порогов и волопадов, через которые нужно было волоком перетаскивать лодки. Тяжёлой лодке Арнольд предпочел лёгкую каноэ, чтобы он мог быстрее двигаться среди войск вдоль всего маршрута путешествия.
2 октября Арнольд добрался до Норриджевок-Фолс, последнего поселения на Кеннебеке. Уже на этом раннем этапе проблемы были очевидны. Лодки давали течь, что приводило к порче припасов и требовало постоянного ремонта. Люди ходили в мокрой одежде, не только из-за утечки, но и из-за частой необходимости тянуть тяжёлые лодки вверх по течению. Когда температура начала опускаться ниже нуля, эффективность войск уменьшилась из-за простуды и дизентерии.
Волок вокруг Нордриджвок-Фолс, расстояние около 1 мили, был выполнен с помощью волов, предоставленных местными поселенцами, но потребовалась почти неделя времени для завершения; Арнольд не отходил оттуда до октября. Команда Колберна посвятила часть этого времени ремонту лодок. Большая часть экспедиции добралась до Большого волока 11 октября, и Арнольд прибыл на следующий день. Этот участок пути был осложнён сильными дождями, что делало волоки сложными из-за распутицы.

## Грейт-Кэрринг-Плейс

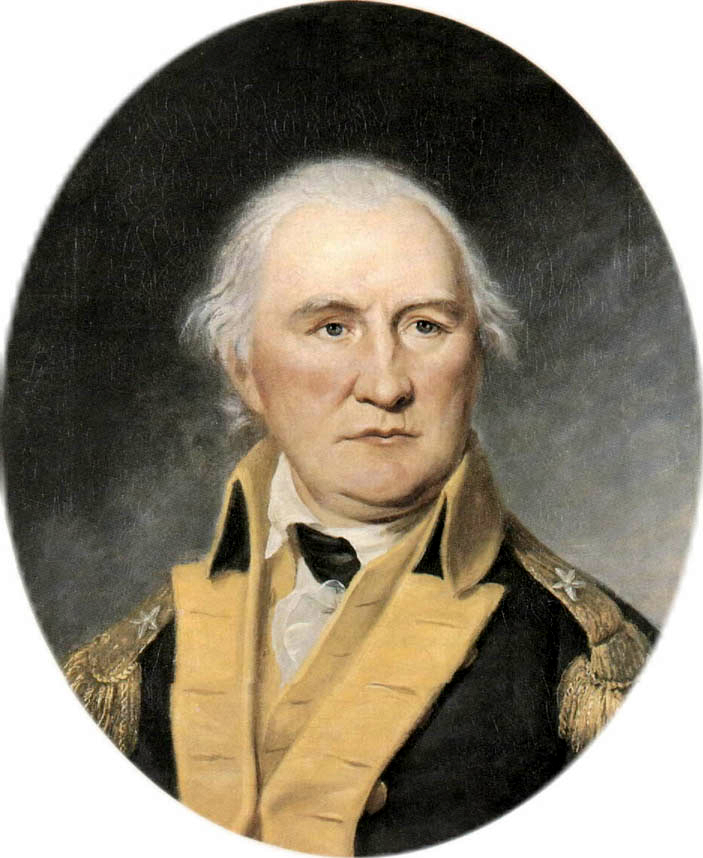
Даниэль Морган, портрет работы Чарльза Уилсона Пила

Грейт-Кэрринг-Плейс (Большая переправа) была волоком длиной примерно 12 миль, минуя непригодную для навигации часть Мертвой реки, приток Кеннебека, по которому следовала экспедиция. Волок включал перепад высоты около 1000 футов до найвысших точек, с тремя прудами по пути. Лейтенант Черч, лидер группы исследователей, описал маршрут как «плохую дорогу, которую можно сделать хорошей», оценка, которая оказалась несколько оптимистичной.
Авангард основной колонны во главе с Даниэлем Морганом встретил разведотряд лейтенанта Стила по пути к первому пруду. Этот отряд успешно разведала маршрут до перевала над Мертвой рекой, но люди были очень голодны. Их запасы были исчерпаны, и они в основном существовали на богатой белками диете из рыб, лосей и уток. Поскольку экспедиция продолжалась, большинство мужчин продолжали пополнять свои скудные запасы местной дикой пищей.
Черч в своём описании маршрута не учитывал сильные дожди и болотистую местность между первым и вторым прудами. Дождь и снег замедляли длительный волок, и у экспедиции была первая жертва, когда упавшее дерево убило одного человека из отряда. Некоторые из людей, которые пили стоячую воду по пути, заболели, заставив Арнольда построить лазарет на втором пруду в качестве прикрытия для больных и отправить некоторых людей обратно в Форт-Галифакс за припасами, оставленными там про запас.
Первые два батальона наконец достигли Мертвой реки 13 октября, а Арнольд прибыл через три дня. В этот момент Арнольд написал несколько писем, в которых сообщал Вашингтону и Монтгомери о ходе его экспедиции. Несколько писем, предназначенных для Монтгомери, были перехвачены и переданы губернатору-лейтенанту Квебека Гектору де Крамахе, и дали Квебеку первое известие о приближении экспедиции. Арнольд снова отправил группу исследователей, на этот раз, чтобы отметить путь до озера Мегантик.

## Восхождение на Мёртвую реку
Путь вверх по Мёртвой реке был очень медленным. Вопреки названию, которое якобы описывало скорость течения, река текла достаточно быстро, чтобы у людей возникли проблемы с греблей против течения. Протекание лодок испортило ещё больше пищи, заставив Арнольда урезать пайки наполовину. Затем, 19 октября начался проливной дождь и река стала подниматься. В начале 22 октября люди проснулись, обнаружив, что река поднялась до уровня их лагеря, и они должны были взбираться на ещё более высокую площадку для безопасности. Когда поднялось солнце, они были окружены водой.
Проведя большую часть этого дня за сушкой снаряжения, экспедиция отправилась в путь 23 октября. Драгоценное время было потеряно, когда некоторые из людей по ошибке покинули Мёртвую реку и поднялись на один из её рукавов, обманувшись высокой водой. Вскоре после этого семь лодок опрокинулись, испортив оставшееся продовольствие. Эта авария заставила Арнольда подумать об обратном пути. Он созвал своих близлежащих офицеров на военный совет. Арнольд объяснил, что, хотя ситуация была мрачной, он думал, что экспедиция должна продолжаться. Офицеры согласились и решили выбрать авангардный отряд, который будет действовать как можно быстрее во французских поселениях на Шаудьере и будет работать над возвратом поставок. Больные и немощные должны были вернуться в американские поселения в штате Мэн.
Вернувшись на маршрут, лейтенант-полковник Грин и его люди голодали. У них было немного муки, и они питались сальными свечами и кожаной обувью, чтобы дополнить их минимальные пайки. В 24 октября года Грин попытался догнать Арнольда, но не смог этого сделать, так как Арнольд слишком далеко продвинулся вперед. Когда он вернулся в лагерь, прибыл подполковник Энос, и они провели свой собственный совет. Капитаны Эноса были едины в мнении насчёт повернуть назад, несмотря на недавние приказы Арнольда. В совете Энос проголосовал за продолжение переговоров, но на встрече со своими капитанами после совета объявил, что, поскольку они настаивают на возвращении, он присоединяется к их решению и возвращается. Предоставив людям Грина некоторые из его припасов, Энос и 450 человек повернули назад.
|  |  |

## Озеро Мегатик

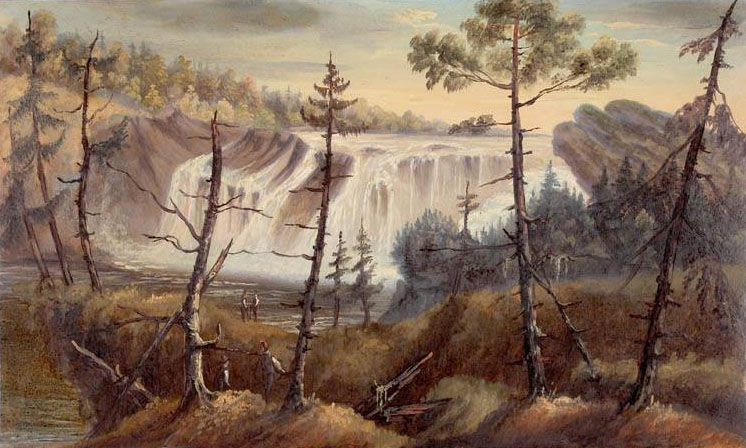
Водопад Шаудьер, Joseph Légaré

Неточность карт стала ощущаться, когда экспедиция достигла водораздела. Часть передового отряда заблудилась в болотах (территориях, окружающих Паучье озеро), которые не были отмечены на этих картах, что помешало вовремя прибыть к озеру Мегатик. Хотя эта часть отряда пересекла водораздел 25 октября, они достигли озера только через два дня. 28 октября авангард спустился к верховьям Шаудьера, потеряв при этом три лодки, которые перевернулись и врезались в скалы над водопадами на реке. На следующий день они встретили нескольких пенобскотов, которые подтвердили, что они недалеко от Sartigan, самого южного французского поселения на Шаудьере.
Арнольд, когда добрался до озера Мегантик, отправил человека обратно к двум оставшимся батальонам с инструкциями о том, как перемещаться по болотистым землям над озером. Однако Арнольд описал маршрут, опираясь на неверные карты, детали которых он не видел на маршруте. В результате некоторые участники экспедиции потратили два дня, заблудившись в болотах, прежде чем большинство наконец достигло водопада в верховьях Шаудьера 31 октября. По пути была съедена собака капитана Генри Дирборна, событие записано в его дневнике: «[Они ели] каждую его часть, не исключая его внутренности, и после того, как они закончили трапезу, они собрали кости и понесли их, чтобы их раздробить и приготовить бульон для другой еды».

## Прибытие в Квебек
Арнольд впервые вступил в контакт с местным населением 30 октября. Почувствовав тяжёлое положение его отряда, они предоставили продовольствие и заботились о больных; некоторым из было заплачено за помощь, но некоторые от вознаграждения отказались. Арнольд распространил копии письма, написанного Вашингтоном, и попросил жителей помочь экспедиции, и также добавил обещания уважать людей, собственность и религию местных жителей. Жак Перент, канадец из Pointe-Levi, уведомил Арнольда, что лейтенант-губернатор Крамаэ приказал уничтожить все лодки на южных берегах Святого Лаврентия после получения перехваченных сообщений.
9 ноября экспедиция, наконец, добралась до реки Святого Лаврентия в Пуэнт-Леви, где через реку был виден Квебек. У Арнольда осталось около 600 человек из его первоначальных 1100, и путешествие заняло 350 миль (560 км), а не 180 миль (290 км), как изначально предполагали Арнольд и Вашингтон. От Джона Халстеда, бизнесмена из Нью-Джерси, который управлял мельницей возле Пуэнт-Леви, Арнольд узнал об аресте своего курьера и перехвате некоторых его писем. Мельница Халстеда стала отправной точкой для пересечения реки Святого Лаврентия. Некоторые из людей Арнольда купили каноэ у местных жителей и индейцев, а затем перевезли остатки людей и припасов с Шаудьера к мельнице. Силы Арнольда пересекли реку Святого Лаврентия в ночь с 13 на 14 ноября после трёх дней непогоды, вероятно, пересекая реку шириной в милю между позициями HMS Hunter и HMS Lizard, двумя кораблями Королевского флота, которые охраняли реку возле переправы.
Город Квебек защищали около 150 человек из королевских горцев-эмигрантов под командованием подполковника Аллена МакКлина, при поддержке около 500 человек плохо организованного местного ополчения и 400 морских пехотинцев с двух кораблей. Когда Арнольд и его войска наконец достигли равнин Авраама 14 ноября, Арнольд послал переговорщика с белым флагом, чтобы потребовать капитуляции, но безрезультатно. Американцы, не имеющие пушек или другой полевой артиллерии, и едва пригодные для боевых действий, столкнулись с укреплённым городом. Услышав слухи о запланированной вызалке из города, Арнольд решил 19 ноября выйти в Пуэнт-окс-Тремблс, чтобы дождаться Монтгомери, который недавно захватил Монреаль.

## Последствия

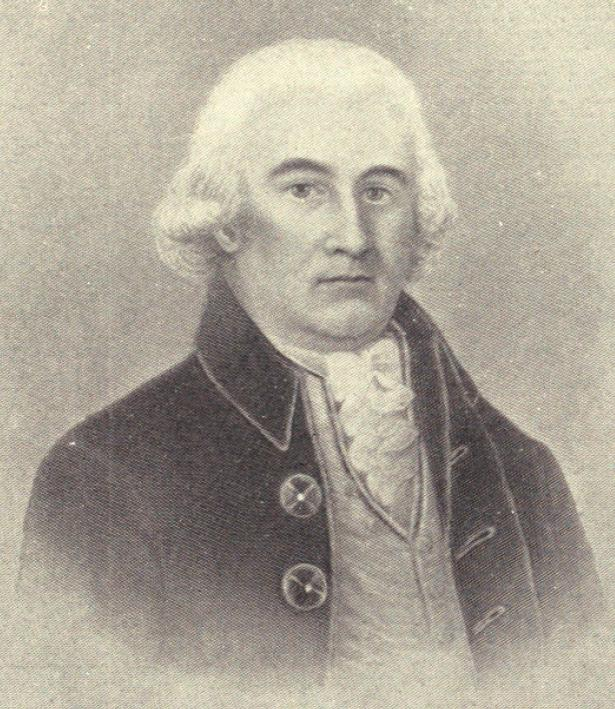
Роджер Энос, один из подчиненных Арнольда командиров в экспедиции в Квебек

Когда 3 декабря Монтгомери прибыл в Пуэнт-окс-Тремблс, объединённые силы вернулись к городу и 31 декабря начали осаду. Битва была разгромной для американцев; Монтгомери был убит, Арнольд был ранен, а Даниэль Морган был захвачен вместе с более чем 350 людьми. Арнольд не узнал, что после битвы он был назначен бригадным генералом за его роль в руководстве экспедицией.
Вторжение закончилось отходом к Форту Тикондерога, отправной точкой Монтгомери, весной и летом 1776 года. Арнольд, который командовал тылом на более поздних этапах отступления, смог отложить продвижение англичан достаточно, чтобы они не добрались до реки Гудзон в 1776 году.
Энос и его отряд прибыли в Кембридж в конце ноября. Энос был отдан под военный трибунал; ему было предъявлено обвинение в том, что он «оставил своего командира без разрешения». Он был оправдан и вернулся на службу в качестве подполковника 16-го штаба Коннектикута.
Джон Салливан, президент военного суда, обнародовал письменное заявление в поддержку поведения Эноса, а другие офицеры также выпустили публичный циркуляр для поддержки Энос, в том числе Уильям Хит, Джон Старк, Джозеф Рид и Джеймс Рид.
Затем Энос перебрался в Вермонт, где он служил в милиции полковником, бригадным генералом и генерал-майором, включая командование войсками на вермонтской стороне озеро Шамплейн во время Саратогской кампании, чтобы сдержать Бургойна от вторжения в Вермонт.
Рубен Колберн не получил ни гроша за свою работу, несмотря на обещания Арнольда и Вашингтона; экспедиция финансово разрушила его.
Генри Дирборн поселился на реке Кеннебек после войны и представлял этот район в Конгрессе США до того, как президент Томас Джефферсон назначил его военным секретарем Соединённых Штатов Америки в 1801 году. Рядовой Саймон Фобес, который вел один из многих журналов экспедиции, был захвачен в битве при Квебеке. Он и двое других сбежали из плена в августе 1776 года и отправились в поход в противоположном направлении, снова с скудными ресурсами. Они выиграли от лучшей погоды и остатков снаряжения, которые экспедиция покинула на этом пути. Фобес добрался до своего дома около Вустер штат Массачусетс в конце сентября и, в конце концов, присоединился к Континентальной армии. Капитан Симеон Тайер сохранил журнал, который был опубликован Историческим обществом Род-Айленда в 1867 году как «Вторжение в Канаду в 1775 году». После того, как его захватили в Квебеке, Тайера обменяли 1 июля 1777 года и вернулся в Континентальную армию в звании майора. Он отличился во время осады форта Маффлин в ноябре 1777 года и ненадолго принял командование после того, как комендант был ранен.

## Наследие
Ряд географических особенностей вдоль маршрута экспедиции имеют имена, связанные с экспедицией. East Carry Pond, Middle Carry Pond и West Carry Pond находятся на пути волока к Большому Перевалу, который находится в пункте пропуска Town T штата Мэн. Арнольд-пруд — последний пруд на Мертвой реке перед водоразделом. Маунт Бигелоу в штате Мэн был назван в честь майора Тимоти Бигелоу, одного из офицеров Арнольда.
Часть маршрута через безлюдную местность штата Мэн, примерно от Августы до границы Квебека, была добавлена в Национальный реестр исторических мест в 1969 году как «Тропа Арнольда в Квебек». Дом Рубена Колберна, который служил штаб-квартирой Арнольда, теперь является государственным историческим объектом, управляемым некоммерческим историческим обществом экспедиции Арнольда, а также внесён в Национальный реестр. Оба Форт-Вестерн и Форт-Галифакс являются национальным историческим памятником, прежде всего из-за их возраста и роли в более ранних конфликтах.
Исторический памятник в Данверсе отмечает экспедицию Арнольда, помещенную Массачусетским обществом, сынами Американской Революции. Существует также исторический памятник в Москве, поставленный в 1916 году Кеннебекским отделением Дочерей американской революции, и два на острове Скоухеган в штате Мэн, размещенном в 1912 и 2000 годах от Eunice Farnsworth Дочерей американской революции. В Остисе, на западном берегу озера Флагстафф, стоит памятник, посвящённый экспедиции. Озеро было создано в 20-м веке, запрудив Мертвую реку с помощью плотины, затопив при этом часть маршрута экспедиции. Гора Бигелоу, на которую впервые взошёл Тимоти Бигелоу, находится к югу от озера.
Осенью 1975 года была проведена историческая реконструкцуия этой экспедиции в рамках празднования двухсотлетия Соединенныех Штатов.

## Дальнейшее чтение
- Bird, Harrison. Attack on Quebec (англ.). — New York: Oxford University Press, 1968.
- Codman, John. Arnold's Expedition to Quebec. — New York: The Macmillan Company, 1902.
- Hatch, Robert McConnell. Thrust for Canada: The American Attempt on Quebec in 1775–1776 (англ.). — Boston, MA: Houghton Mifflin[англ.], 1979. — ISBN 0-395-27612-8.
- McGuire, Thomas J. The Philadelphia Campaign, Volume II. — Mechanicsburg, PA: Stackpole Books[англ.], 2007. — ISBN 0-8117-0206-5.
- Roberts, Kenneth Lewis. March to Quebec: Journals of the Members of Arnold's Expedition[англ.] (англ.). — New York: Doubleday & Doran, 1938.
- York, Mark  A. Patriot on the Kennebec: Major Reuben Colburn, Benedict Arnold and the March to Quebec, 1775 (англ.). — Charleston, SC: The History Press, 2012. — ISBN 978-1-60949-500-8.